# Greatest Hits (álbum de Quiet Riot)
Greatest Hits es un álbum de la banda Quiet Riot, donde se juntan todos su más grandes éxitos.

## Lista de canciones
1. "Cum On Feel The Noize"
2. "Metal Health"
3. "Slick Black Cadillac"
4. "The Wild and the Young"
5. "Mama Weer All Crazee Now"
6. "Party All Night"
7. "The Joker"
8. "Stay with Me Tonight"
9. "Callin' the Shots"
10. "Metal Health" (live)
11. "Let's Get Crazy" (live)

- Datos: Q3776195